# Жаб'ячі лапки

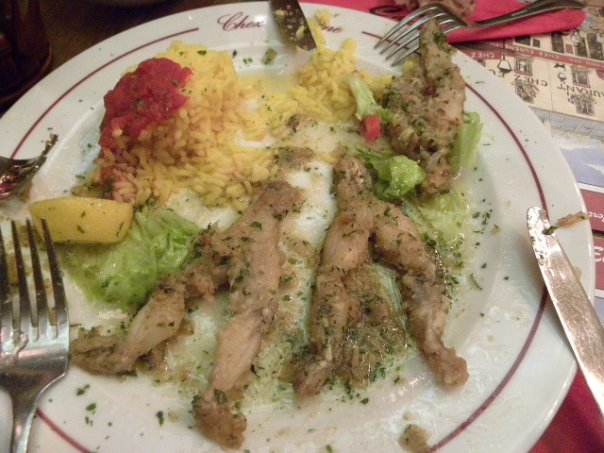
Жаб'ячі лапки з рисом у клярі

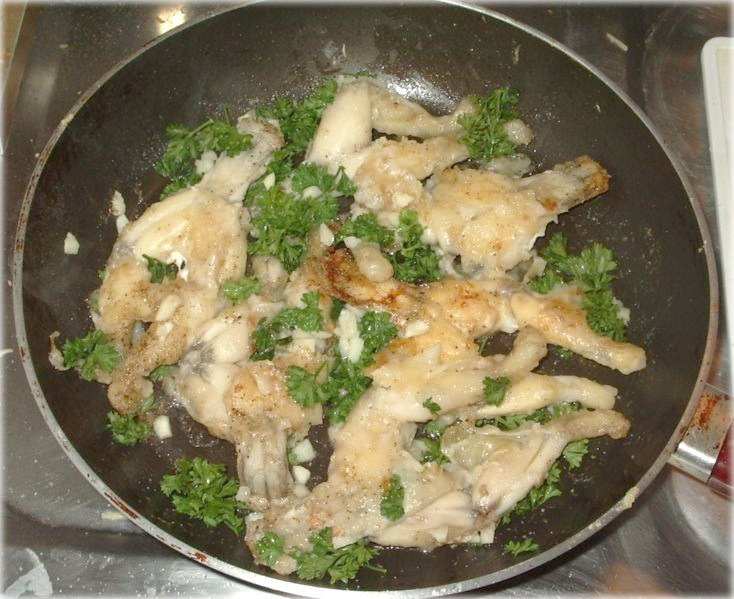
Смажені жаб'ячі лапки

Жа́б'ячі ла́пки (фр. Cuisses de grenouille — «ніжки польової курки») — делікатес, популярний у французькій та кантонській кухнях.

## Опис
Для приготування страв використовують не всі лапки, а лише верхню частину ніжок жаб — стегна. Делікатесом вважають озерних та ставкових жаб. Кулінари використовують спеціальні, м'ясні, породи земноводних з товстими стегнами. У французьких супермаркетах можна купити вже підготовлені для смаження жаб'ячі лапки. Смаком жаб'ячі лапки нагадують м'ясо курячих крилець. Їсти лапки досить зручно. Слід їх ламати та відгризати м'ясо. За французькими традиціями їсти треба руками, без виделки та ножа. Лише за умови, коли лапки подають з соусом, можна скористатись столовими приладами. У ресторанах одночасно зі стравою мають приносити мисочки з водою і лимоном — для миття рук.

## Приготування
Спершу з жаб знімають шкіру, потім відрізають ніжки так, щоб одна від одної не відділялись. Лапки на 12 годин замочують у холодній воді, але кожні 3–4 години рідину міняють. М'ясо завдяки цьому стає білим та набухає. Лапки готують різними способами: маринують, смажать з цибулею на вершковому маслі або роблять суп з цибулею шалот та солодким білим вином. Традиційно жаб'ячі лапки недовго, бо м'ясо швидко розвалюється, смажать у клярі з борошна та яєць, чи у паніруванні з сухарів. За правилами французької кухні, лапки та соуси готують окремо. Лапки вмочують у соус вже під час їжі. Часто їх подають з зеленню, часником чи помідорами.

## Значення
Жаб'яче м'ясо зараховується до дієтичних. Воно майже не містить жиру, проте є досить поживним (містить 16,4 відсотка білка, кальцій, залізо, фосфор, магній, фолієву кислоту, вітаміни групи B тощо).
У східній медицині жаб'яче м'ясо «призначали» і як ліки: при дистрофії, бронхіальній астмі, як тонізуючий засіб і навіть для лікування новоутворів. Щоправда, з медичною метою частіше використовували жаб'ячу шкіру, яка містить багато біологічно активних речовин.

## Релігійні заборони
Згідно з єврейськими дієтичними законами, амфібії вважаються нечистими тваринами. Тому для цього народу лапки заборонено вживати в їжу. Дебати щодо використання лапок жаб є і в ісламі. Деякі школи суворо забороняють цей продукт. Інші дозволяють їсти лише певний вид. Взагалі ж жаби, так само як і мурахи, бджоли та морські птахи, не можуть бути вбиті мусульманами. Активісти захисту довкілля закликають обмежити споживання жаб. Популяції жаб є одним з найважливіших елементів екосистеми.[джерело?]

## Виробництво
За даними ООН, світова торгівля помітно збільшилась за останні 20 років. Франція отримує від 2500 до 4000 тонн м'яса щорічно, починаючи з 1995. Великим імпортером також є США та країни Азії. За оцінками Девіда Бікфорда з Національного університету Сінгапура, щорічно збирають від 180 мільйонів до одного мільярда жаб.
Лапки їдять також в Індонезії, Таїланді, В'єтнамі, Португалії, Словенії, північно-західній Греції, Іспанії. Це дуже популярна страва на середньому заході південних регіонів США. Попри це, наприклад, у Великій Британії вони взагалі не популярні. Шеф-кухар готелю «Карлтон» у Лондоні Огюст Ескоффьє запропонував страву принцу Уельському лише після того, як назвав її cuisses de nymphes d'aurore — «ніжки німф ранкової зорі».
Щорічно від торгівлі лапками отримують приблизно 40 мільйонів доларів. Найбільшими імпортерами є Франція, Бельгія та США, експортерами — Індонезія та Китай. Виробництво жаб'ячих лапок на комерційній основі широко розповсюджено у В'єтнамі. Їх заморожують, пакетують та відправляють на експорт по всьому світу. Індонезія є найбільшим експортером у світі жаб'ячого м'яса. Вона постачає більш ніж 5000 тонн жаб'ячого м'яса щорічно у Францію, Бельгію та Люксембург.

## Жаб'ячі лапки в Україні
В СРСР жаб розводили для експорту до Франції та інших країн Європи в українському Подунав'ї. Особливо цим прославилося Вилкове - невелике місто в Кілійському районі Одеської області України. Вважається, що жаби були традиційною їжею місцевих жителів. У наші дні смажені у фритюрі лапки жаб подають у багатьох одеських ресторанах як популярний одеський та бессарабський спеціалітет.
На Закарпатті є селище Тур'ї Ремети. Мешканців називають жабралями, бо саме тут навесні виловлюють для їжі жаб. Сезон полювання триває не більше двох тижнів. Вважається, що традицію споживання жаб у закарпатське село завезли французи на початку XIX століття. Зараз невеличка річка стала для жителів справжньою годувальницею. Французький делікатес — єдина можливість гідно заробити. Серед покупців — ресторани та перекупники зі Словаччини.
В Україні відмічено нелегальне мисливство на жаб. На Львівщині відкрита єдина в Україні жаб'яча ферма.

## Рецепти
Жаб'ячі лапки в сметані
Подрібнити на тертці 2 цибулини й спасерувати їх на олії. Змішати цибулю зі столовою ложкою борошна, трохи підсмажити, додати склянку вина. В отриманий соус покласти очищені від шкіри жаб'ячі лапки, посолити, посипати перцем і тушкувати 15 хвилин. Потім додати 2 склянки сметани, дрібно нарізану зелень і сік лимона. Подавати гарячими. 
Жаб'ячі лапки смажені в яйцях
Збити яйця, додати ложку борошна, хлюпнути трохи молока, посолити, поперчити. Окремо в тарілочку насипати борошна. Очищені від шкірки жаб'ячі ніжки обваляти в борошні, потім — в яйці. Відтак смажити на олії з обох боків. Обсмажені лапки викласти на тарілку, посипати зеленою петрушкою. 
Жаб'ячі лапки в маринаді
Жаб'ячі лапки витримати 1–2 години в маринаді з розбавленого крижаною водою лимонного соку, оливкової олії, перцю і посіченої петрушки. Смажити у фритюрі (або у великій кількості олії) швидко при високій температурі.